# 基督教无神论

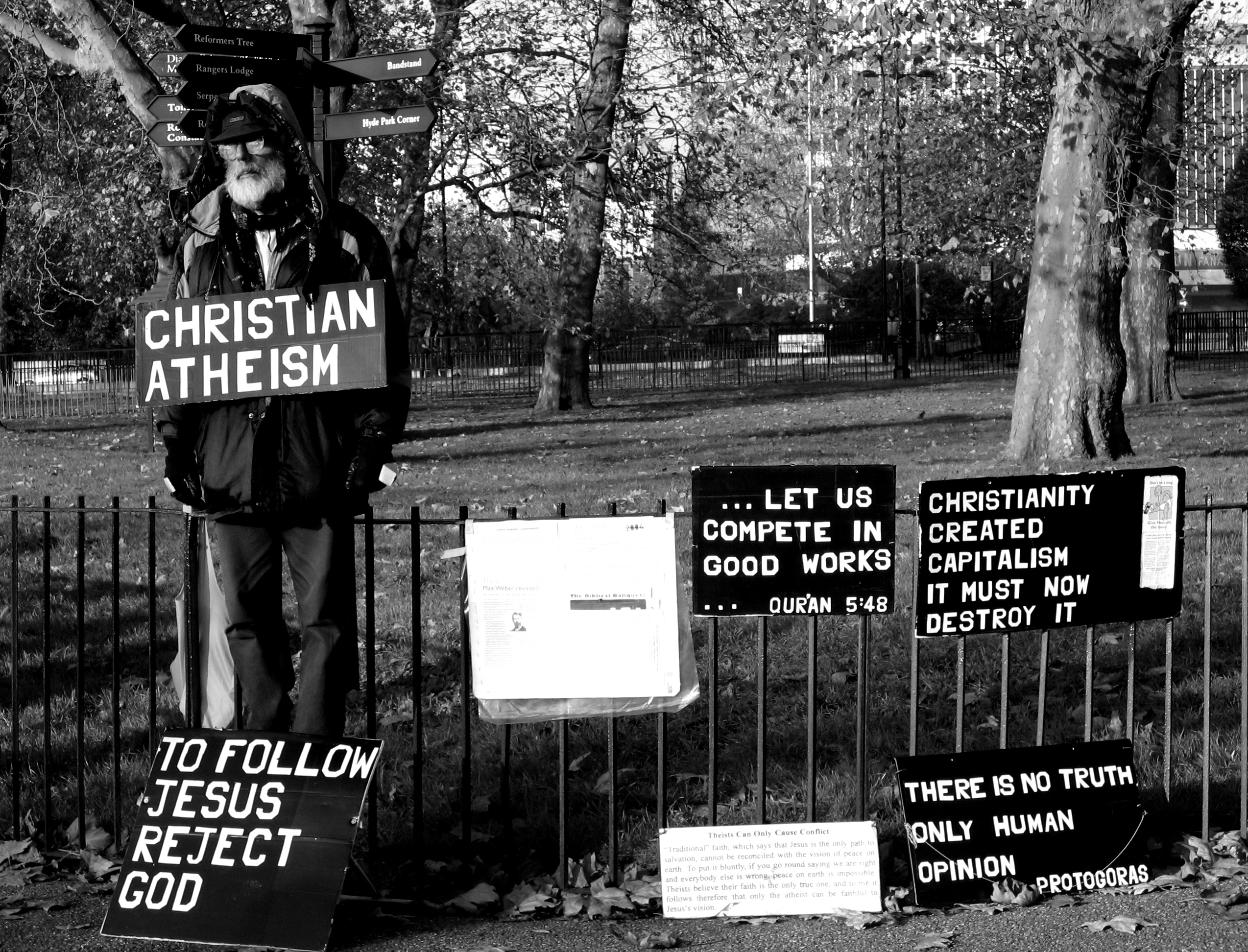
2005年在伦敦演说者之角宣扬基督教无神论的标语

基督教无神论（英語：Christian atheism）是基督教文化的一种形式及伦理系统。它从新约圣经福音书及其他来源记载的耶稣的生平及教导中汲取信念和做法，但是抛弃基督教中有关超自然的主张。
基督教无神论也有多种派别。有些基督教无神者的神学立场拒绝对于超越人类体验或干预人类生活的神的信仰，或者认为这种神是不存在的，他们更倾向于在现实世界中去寻找神的存在。而另外一些基督教无神论者则在无神的世界中追从耶稣。后者跟耶稣主义有点类似。

## 信条
耶鲁神学院的一位教授列出了基督教无神论的四条共同信条：
1. 主张在我们现今时代中神是不真实的，包括作为传统基督教神学一部分的对于神的理解也是不真实的。
2. 作为负责任的神学工作的一个必要特征，必须坚持掌握当代文化。
3. 在不同程度上及形式上远离现有方式运行的教会。
4. 在神学反思上认定耶稣作为一个人物的中心性。

## 延展阅读
- Soury, M. Joles. . E. Vitte. 1910. ASIN B001BQPY7G.
- Altizer, Thomas J. J. . The Davies Group. 2002. ISBN 1-888570-65-2.
- Hamilton, William, A Quest for the Post-Historical Jesus, (London, New York: Continuum International Publishing Group, 1994). ISBN 978-0-8264-0641-5.